# 豊田隆謙
豊田 隆謙（とよた たかよし、1936年11月4日 - 2024年12月９日）は、日本の内科医。専門は糖尿病。医学博士。

## 経歴
広島県福山市生まれ。修道高等学校を経て、1961年東北大学医学部卒業後、同医学部第三内科教室（教授 山形敞一）に入局。1970年、鳥取大学医学部第一内科助手。1971年、弘前大学医学部第三内科助教授。1988年、東北大学医学部医学部教授（内科学第三講座）。1995-99年、東北大学医学部付属病院長。2000年、東北労災病院院長。
日本内科学会評議員・理事、糖尿病学会会長・評議員・理事、日本糖尿病財団評議員。日本消化器学会評議員、日本内分泌学会評議員などを歴任。

## 参考資料
- 艮陵同窓会百二十年史、東北大学医学部艮陵同窓会 (1998)
- 春華秋実 糖尿病と消化器病、豊田隆謙 (2000)
- 尚仁会誌（東北大学医学部第三内科同窓会誌）、豊田隆謙教授退官記念特集号 (2001)